# Angela Alupei
Angela Tamaș-Alupei (n. 1 mai 1972, Bacău, România) este o fostă canotoare română, dublu laureată cu aur la Sydney 2000 și Atena 2004.
Ea și partenera ei Constanța Burcică au luat medalia de aur la Jocurile Olimpice de vară din 2000 și Jocurile Olimpice de vară din 2004 la proba feminină ușoară de dublu vâsle. De asemenea, ele au ocupat primul loc la Cupa Mondială de canotaj de două ori în 2000, în Viena, Austria și în Lucerna, Elveția și locul al doilea la Cupa Mondială din 2004 de la Lucerna.

## Legături externe
- Angela Alupei la Comitetul Olimpic și Sportiv Român (arhivat)
- en Angela Alupei la Olympedia.org